# تاته‌شیما، ناگانو
تاته‌شیما، ناگانو (به لاتین: Tateshina, Nagano) یک منطقهٔ مسکونی در ژاپن است که در استان ناگانو واقع شده‌است. تاته‌شیما ۶۶٫۸۷ کیلومترمربع مساحت و ۷٬۱۸۹ نفر جمعیت دارد.